# Törpealka
A törpealka (Aethia pusilla) a madarak osztályának lilealakúak (Charadriiformes) rendjébe és az alkafélék (Alcidae) családjába tartozó faj.

## Rendszerezése
A fajt Johann Friedrich Naumann német zoológus írta le 1811-ben, az Uria nembe Uria pusilla néven.

## Előfordulása
A Csendes-óceán északi részén, Kanada, az Amerikai Egyesült Államok, Japán és Oroszország területén honos. Alaszka és Szibéria szigetein szaporodik, a telet a jégtakaró széléhez közel tölti.  Természetes élőhelyei a sziklás szigetek, tengerpartok és a nyílt óceán. Nem vonuló, de kóborló faj.

## Megjelenése
Testhossza 14 centiméter, szárnyfesztávolsága 33-36 centiméter, testtömege 86 gramm.
|  |

## Életmódja
Főleg rákfélékkel, valamint tintahalakkal és gerinctelenekkel táplálkozik, melyre lemerülve vadászik.

## Szaporodása
Nagy telepekben fészkel. A fészket sziklák alá, vagy repedésbe rakja, melyen egy tojásán körülbelül 28–36 napig kotlik. A kirepülési idő, még 26-31 nap körüli. A fióka három, vagy több év múlva válik ivaréretté.

## Természetvédelmi helyzete
Az elterjedési területe rendkívül nagy, egyedszáma is nagy, viszont csökken, de még nem éri el a kritikus szintet. A Természetvédelmi Világszövetség Vörös listáján nem fenyegetett fajként szerepel.